# 보자기

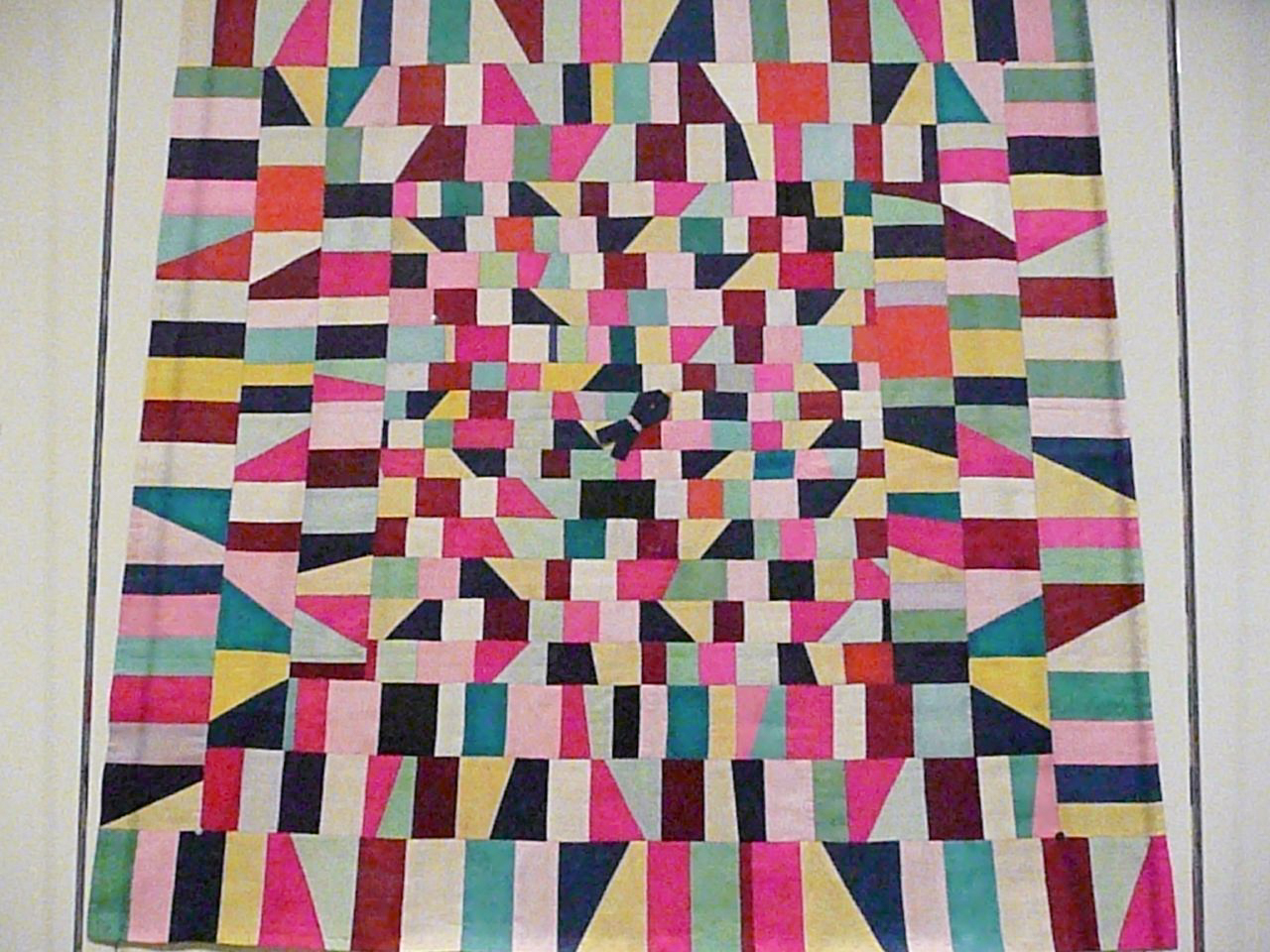
보자기

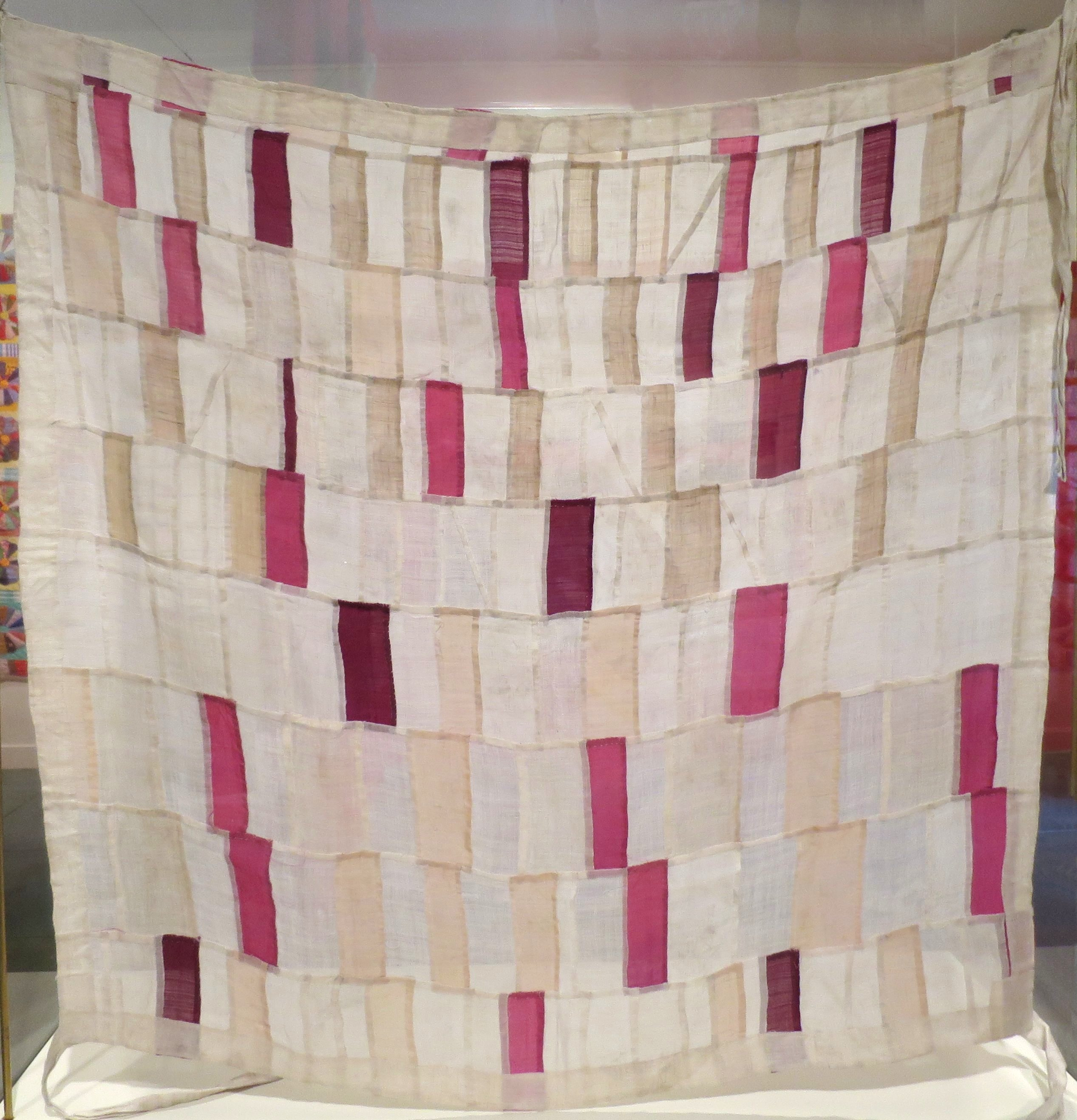
보자기

보자기는 한국말로 물건을 싸는 작은 천을 뜻하는 말이다. 보(褓)는 물건을 싸거나 덮어 씌우기 위해 사각형 모양으로 만든 천으로, 특히 작은 보를 보자기라 부른다.
크기는 용도에 따라 다양하며 작은 귀중품을 싸는 것부터 커다란 이불이나 물품을 싸는것으로 그 종류도 매우 다양하다.
예쁜 수를 놓은 보자기는 수보(繡褓)라고 하며, 전통자수가 놓인 보자기들을 수보라고 하며 복되고 장수와 많은 자녀를 기원하는 의미를 담고 있다. 보자기에 물건을 싸서 꾸린 뭉치는 보따리라고 부르기도 하였으며 하나의 원단으로 만든 보자기와 구분하여 조각천 즉, 자투리천을 활용하여 만든 보자기를 조각보(쪽보)라고 하며 최근에는 보자기의 용도로서 조각보보다는 품격있는 규방공예의 한 분야로서 고급 취미와 작품으로서 조각보가 만들어지고 있다.

## 유래
조선시대에는 보(褓)와 같은 음인 복(福)이 보자기를 이르는 말로 쓰였다. 복을 싸둔다는 뜻으로 쓰였다고도 한다. 특히 혼례에 쓰이는 수보에는 복락기원을 상징하는 문양을 새겨 전해주어, 단순히 물건을 싸는 도구가 아닌 타자와의 소통 도구로서 내면의 마음을 싸는 도구로 쓰였다.
계층의 구분없이 유용하게 널리 쓰인 이유로,
1. 사람을 정성껏 대하고 물건을 소중히 다루는 한국 예절의 습성
2. 서민계층 주거공간 협소로 자리를 적게 차지하면서 용적이 큰 용구로 사용
3. 전통 민간 신앙적 측면에서 보자기에 복을 싸두면 복이 간직된다는 속신

## 용도

### 전통적

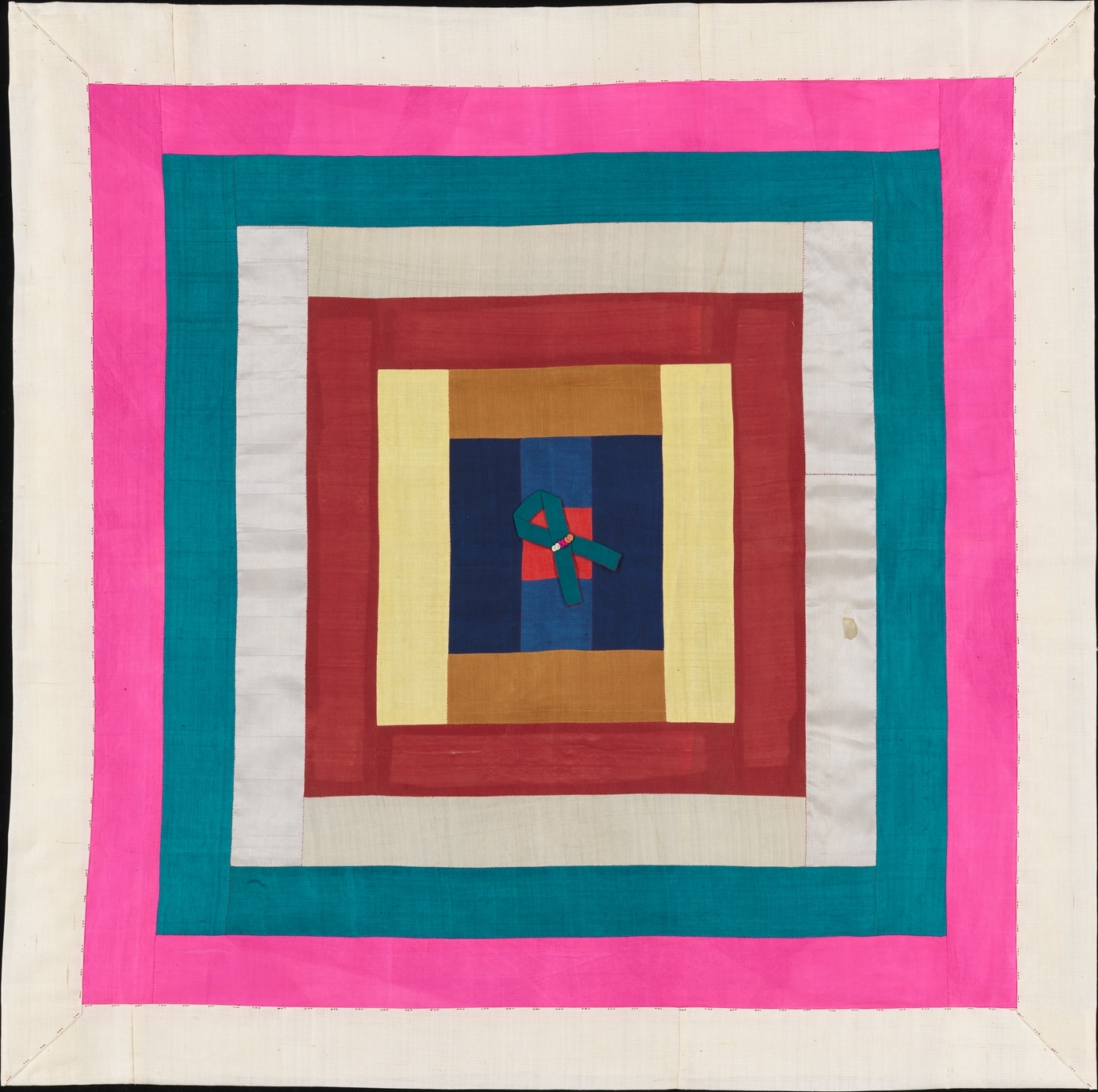
Bojagi

- 물건을 감싸는 것
- 가리는 것
- 덮는 것
- 받치는 것
- 장식하는 것
- 신앙적인 것
- 작은 물건을 가지고 다니는 것

### 현대
손에 들고 다닐 수 있는 간단한 선물을 싸거나, 음식을 포장하여 선물하거나, 결혼식의 함, 목각 오리를 선물할 때 오리를 싸는 용도, 직장을 옮기거나 이사를 할 때 개인 사물을 싸는 용도로 주로 쓰인다. 해외 유명 디자이너들에 영감을 주어 패션쇼에 서기도 했다. 한국계 미국인 디자이너가 가방으로 판매하여 인기를 모으고 있다. 보자기는 자원의 낭비가 없고 재활용이 가능하기에 친환경적이라는 점에서 현대에 부합하여 연예인들이 들고 다니기도 하고, 기업에서도 활용하고 있다. 예를 들어, 와인 포장 겸 캐리어로 한 번에 연출이 가능한 친환경 시대에 발맞춰 가고 있다.

## 같이 보기
- 규방공예
- 조각보
- 베보자기
- 가위바위보